# Acanthodelta distriga
Acanthodelta distriga är en fjärilsart som beskrevs av George Francis Hampson 1908. Acanthodelta distriga ingår i släktet Acanthodelta och familjen nattflyn. Inga underarter finns listade i Catalogue of Life.